# André Bijleveld
André Bijleveld (Hengelo, 1 januari 1959) is een Nederlands componist, dirigent en musicus.

## Leven en werk
Bijleveld werd in 1959 in Hengelo geboren. Na de middelbare school aan het Ichtus College Enschede studeerde hij piano lichte muziek aan het Hilversums Conservatorium, waar hij in 1989 afstudeerde. Hij begon zijn carrière als keyboardspeler bij de gospelband Thesis. Vervolgens was hij ruim acht jaar Hammondorganist en keyboardspeler van de Ronduit Praiseband. Sinds 2009 is hij muziekleraar aan de popacademie te Enschede. Daarnaast speelt hij in de band Gospel Boulevard, die hij in 2000 samen oprichtte met Gerrit aan ’t Goor, en tevens in de band van Ralph van Manen, van Kees Kraayenoord en van Susanna Fields. Eveneens is Bijleveld dirigent van verschillende gospelkoren en hij heeft zijn eigen productiehuis waar diverse albums worden opgenomen en worden gemixt. Bijleveld vormt samen met Janke Dekker en Maik de Boer de jury van het EO-programma Korenslag, waarin men zoekt naar het beste koor van Nederland. Thans wordt het programma gepresenteerd door Marc Dik. Bijleveld is getrouwd en hij heeft twee kinderen. Hij is woonachtig te Enschede.

## Discografie
- Waar is antwoord? (2009)

## Koren
André is dirigent bij de volgende koren:
- Gospelkoor Benediction uit Enschede
- Gospelkoor Onderweg uit Almelo
- Gospelkoor Mozaïek uit Goor
- Gospelkoor Shine uit Nijverdal
- The Young Church Singers uit Apeldoorn
- Next Generation uit Apeldoorn
- Gospel Boulevard

Ook heeft André een koor op het ArtEZ Conservatorium te Enschede